# Reacciones de nitrilos
Las reacciones de nitrilos son las reacciones químicas en las que participan los nitrilos y que permiten su transformación en otros compuestos orgánicos.

## Reacciones

### 1) Hidrólisis ácida
En medio ácido se produce la hidrólisis del nitrilo a ácido carboxílico.

### 2) Hidrólisis básica
Por hidrólisis en medio alcalino se obtiene carboxilato de metal.

### 3) Reducción
La reducción con hidruro de aluminio y litio produce una amina primaria.

### 4) Reacción con hidroxilamina
Al reaccionar con hidroxilamina se produce una imidamida.

### 5) Reacción con reactivos de Grignard
Por reacción con reactivos de Grignard y posterior hidrólisis en medio acuoso se obtiene una cetona.

### 6) Formación de aldehído
La reacción con hidruro de diisobutilaluminio e hidruro de trietoxialuminio litio seguida de hidrólisis produce aldehídos.